# Myosotis refracta
Myosotis refracta är en strävbladig växtart. Myosotis refracta ingår i släktet förgätmigejer, och familjen strävbladiga växter.

## Underarter
Arten delas in i följande underarter:
- M. r. aegagrophila
- M. r. chitralica
- M. r. paucipilosa
- M. r. refracta